# 第3回天皇杯全日本サッカー選手権大会
この項目では1924年2月2日および3日に東京高師グラウンドにおいて開催されたア式蹴球全國優勝競技會（あしきしゅうきゅうぜんこくゆうしょうきょうぎかい）について記載する。なお、本大会は天皇杯全日本サッカー選手権大会の第3回大会に当たる。

## 概要
- 1923年9月1日の関東大震災の影響により、2月開催に変わり、会場も東京高師グラウンドになる。
- 本大会出場は前回同様4チームだが、広島一中は棄権。
- 1924年2月2日は降雪であり、翌2月3日の決勝戦は雪と水たまりのピッチコンディションであった。

## 出場チーム
- アストラ倶楽部（東部、2年連続2回目）
- 名古屋蹴球団（中部、3年連続3回目）
- 神戸高商（近畿、初出場）
- 広島一中（西部、本大会は棄権）

## 結果
|  | 準決勝               | 準決勝         |              |  | 決勝 | 決勝 |
|  |                      |                |              |  |      |      |
|  | 1924年2月2日（延長） |                |              |  |      |      |
|  | 神戸高商             | 2              |              |  |      |      |
|  | 名古屋蹴球団         | 3              |              |  |      |      |
|  |                      |                | 1924年2月3日 |  |      |      |
|  | 名古屋蹴球団         | 1              |              |  |      |      |
|  |                      | アストラ倶楽部 | 2            |  |      |      |
|  |                      |                |              |  |      |      |
|  | 広島一中（棄権）     |                |              |  |      |      |
|  | アストラ倶楽部       |                |              |  |      |      |

## 参考資料
- 第94回天皇杯全日本サッカー選手権大会大会パンフレット (p. 55)